# Сан Базилио
Сан Базилио (итал. San Basilio) је насеље у Италији у округу Каљари, региону Сардинија.
Према процени из 2011. у насељу је живело 1308 становника. Насеље се налази на надморској висини од 401 м.

## Становништво
Према резултатима пописа становништва 2011. у општини је живело 1.281 становника.
| 1931. | 1936. | 1951. | 1961. | 1971. | 1981. | 1991. | 2001. | 2011. |
| ----- | ----- | ----- | ----- | ----- | ----- | ----- | ----- | ----- |
| 1.147 | 1.279 | 1.293 | 1.488 | 1.512 | 1.497 | 1.459 | 1.414 | 1.281 |